# Dibenzoilmetano
Dibenzoilmetano (DBM) é um composto orgânico de fórmula química (C6H5C(O))2CH2. O DBM é uma 1,3-dicetona, mas o composto existe principalmente em estrutura dienólica (tautomerismo enol-enol).
Devido às propriedades de absorção de radiação UV, derivados de DBM, a exemplo da avobenzona, também são utilizados em produtos de proteção solar.

## Síntese
A síntese do DBM ocorre pela condensação de benzoato de etila com acetofenona.

## Ocorrência e propriedades medicinais

A curcumina, estruturalmente relacionada ao DBM, é o componente que dá a coloração amarelo brilhante à cúrcuma

O dibenzoilmetano (DBM) é um componente secundário presente no extrato da raiz de alcaçuz (Glycyrrhiza glabra, da família Leguminosae) e também é encontrado na curcumina. Sua ocorrência nessas fontes naturais levou a pesquisas sobre as propriedades medicinais dessa classe de compostos.
Estudos indicam que o DBM (e a trazodona) retardam a progressão de doenças neurodegenerativas, prevenindo a interrupção da síntese proteica nos neurônios.